# Оклопњаче класе Руђеро ди Лаура
Руђеро ди Лаура (итал. Ruggiero di Laura) је била класа оклопњача саграђених за италијанску морнарицу. Саграђена су три брода те класе: Руђеро ди Лаура (1884), Андреа Дорија (1885) и Франческо Морозини (1885)
Ова класа се развила из претходне класе Кајо Дуилио, али је била иза свог времена у односу на остале бродове.